# Alice Wu
Alice Wu (伍思薇) est une réalisatrice et scénariste américaine, née le 21 avril 1970 à San José en Californie.

## Biographie
Alice Wu est née et grandit à San José en Californie. Elle étudie à Los Altos. En 1990, elle reçoit un Bachelor of Arts en informatique à l'université Stanford, puis, en 1992, un Masters. Elle travaille un temps chez Microsoft à Seattle où elle conçoit des logiciels. Elle quitte ensuite son emploi pour se consacrer au cinéma à plein temps.
En 2001, le scénario de son premier long métrage Saving Face, inspiré de sa propre expérience de lesbienne dans la communauté chinoise-américaine, remporte un prix de la CAPE (Coalition of Asian Pacifics in Entertainment). Son film est remarqué dans la communauté homosexuelle.
En 2007, Foreign Babes in Beijing (2008) est basé sur l'essai de Rachel DeWoskin : Une étrangère à Pékin.

## Filmographie

### En tant que réalisatrice
- 2004 : Saving Face
- 2008 : Foreign Babes in Beijing
- 2020 : Si tu savais (The Half of It)

### En tant que scénariste
- 2004 : Saving Face d’elle-même
- 2008 : Foreign Babes in Beijing d’elle-même
- 2020 : Si tu savais (The Half of It) d’elle-même
- 2020 : Voyage vers la Lune (Over the Moon) de Glen Keane et John Kahrs

### En tant que productrice
- 2020 : Si tu savais (The Half of It) d’elle-même

## Distinctions

### Récompenses
- Coalition of Asian Pacifics 2001 : Meilleur scénario pour Saving Face
- Festival international du film asiatique de San Diego 2005 : Prix du visionnaire pour Saving Face
- Festival international du film asiatique de San Francisco 2005 : Meilleure œuvre narrative pour Saving Face
- Festival du film de Tribeca 2020 : Meilleure œuvre narrative pour Si tu savais

### Nomination
- Gotham Awards 2005 : Meilleure nouvelle réalisatrice pour Saving Face